# Jean-Henri Focas
Jean-Henri Focas (grec moderne : Ιωάννης Ε. Φωκάς, né à Corfou le 20 juillet 1909, mort en Grèce le 3 janvier 1969) est un astronome franco-grec, connu en Grèce sous le nom de Ioannis Focas.

## Biographie
Il a travaillé à l'observatoire du Pic du Midi, étudiant les caractéristiques topographiques de Mars à l'aide d'observations visuelles et photographiques. Le cratère lunaire Focas (en) et un cratère de Mars sont nommés en son honneur.

## Source
- (el) Nikos Matsopoulos, Les Prisonniers de l'Infini [« Οι Αιχμάλωτοι του Απείρου »], Athènes, Cassiopée,‎ 2000